# Nesokia
Nesokia (Несокія) — рід гризунів родини Мишевих. 

## Опис тварин
Статура кремезна, голова коротка і округла, морда широка, вуха округлі. Хвіст відносно короткий, на пальцях сильні кігті. Вага від 0,1 до 0,5 кілограма. Довжиною голови і тулуба від 150 до 271 мм, довжина хвоста від 110 до 205 мм. Зуби: 12 різців,  4 моляри. 

## Проживання
Живуть в південно-західній і західній Азії й північно-східному Єгипті.

## Види
- Nesokia bunnii (Khajuria, 1981)
- Nesokia indica (Gray and Hardwicke, 1830)
- †Nesokia panchkulaensis (з раннього плейстоцену в північній Індії)